# یورگن گائو
یورگن گائو (انگلیسی: Jürgen Gauß؛ زادهٔ ۱۳ اوت ۱۹۶۰) دانشمند در زمینه شیمی اهل آلمان است.

## زندگی
وی در ۱۳ اوت ۱۹۶۰ در کنستانس متولد شد. از سال ۱۹۷۹ تا ۱۹۸۴ در دانشگاه کلن شیمی تحصیل کرد. دکترای خود را در دانشگاه کلن در سال ۱۹۸۸ گرفت و دوران پسادکترا را در دانشگاه واشینگتن در سیاتل و در دانشگاه فلوریدا در گینزویل در مورد کوانتوم انجام داد.